# استيطان المحيط

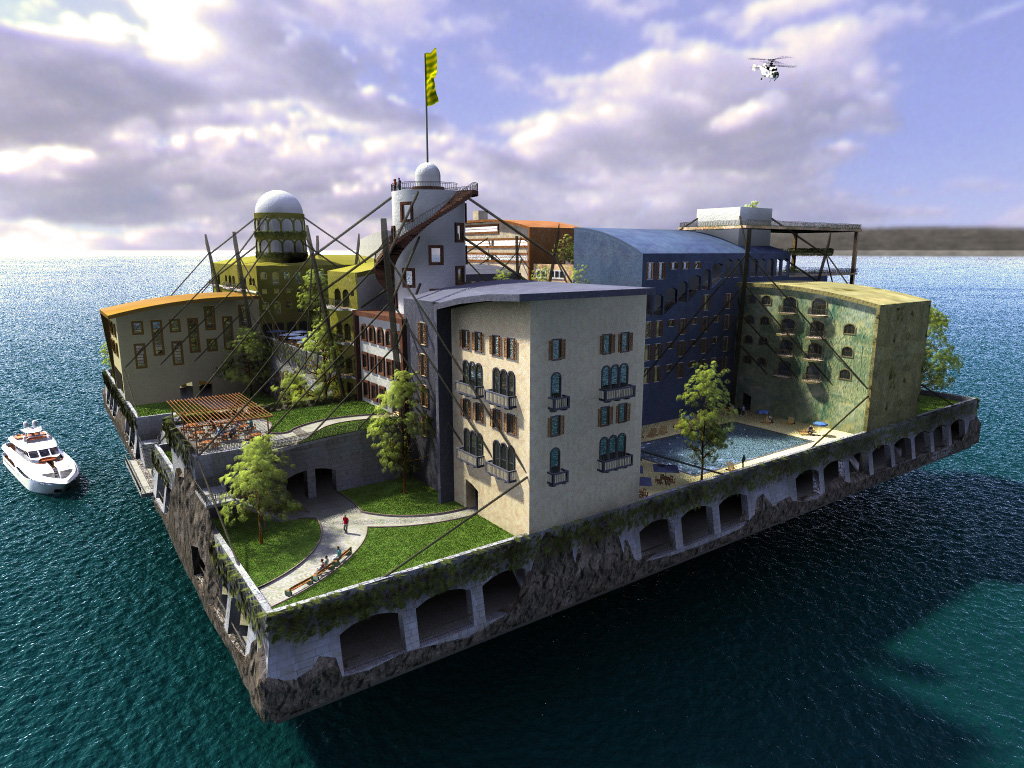

استعمار المحيط أو استيطان المحيط، هو النظرية القائلة بوجوب تطوير هياكل اصطناعية تطفو على الماء أو تكون مغمورة فيه، وذلك لزيادة المساحة القابلة لاستيطان البشر دائمًا.
تتضمن عملية استيطان المحيط تطوير مساكن بحرية، مثل الجزر الاصطناعية والهياكل الصلبة العائمة والسفن السياحية ذات الحجم الهائل، أو تطوير هياكل مغمورة تحت الماء، وذلك لتوفير مناطق سكنية دائمة لجزء من سكان العالم. لتوفير الغذاء اللازم الذي يتطلبه النمو السكاني المتزايد خصوصًا، وأيضًا الحاجة إلى مساكن إضافية. قدّم الخبراء المؤيدون هذه الفكرةَ وسيلةً مستدامة للعيش من أجل التعامل مع الاحتباس الحراري. يمكن المستوطنات أن تكون دولًا مستقلة، إضافةً إلى كون الهياكل التي ستُبنى عليها أقل تأثرًا بالكوارث الطبيعية.
تعرضت هذه الرؤية المستقبلية لنقد العلماء، الذين نبّهوا للتأثير المحتمل لهذه البنى التحتية الاصطناعية في النظام البيئي المائي. وأشاروا إلى إمكانية تأثرها من ناحية أخرى بالكوارث الطبيعية البحرية مثل موجات تسونامي. كان التهديد الأمني كذلك من جملة الانتقادات التي وُجّهت ضد النظرية، خاصةً مع عدم وجود سلطة أو حكومة في المستوطنات لتوفر الحماية والأمن.
يمكن استيطان المحيطات تعليمنا العديد من الدروس والخبرات التي سنستفيد منها في استيطان الفضاء. تُعد المحيطات أسهل للاستيطان مقارنةً بالفضاء، ولهذا يمكن استيطان المحيطات أولًا، لتوفير دليل على إمكانية استيطان الفضاء مستقبلًا. توجد العديد من التحديات المتشابهة بين استيطان المحيط والفضاء، سيادة المستوطنات، وتكيّف وتغيّر الحياة الاجتماعية مع الظروف القاسية، ستكون كلها تحديات متشابهة في استعمار المحيط كما في الفضاء، والعديد من وسائل التكنولوجيا ستكون مفيدة في البيئتين.

## استصلاح الأرض البحرية

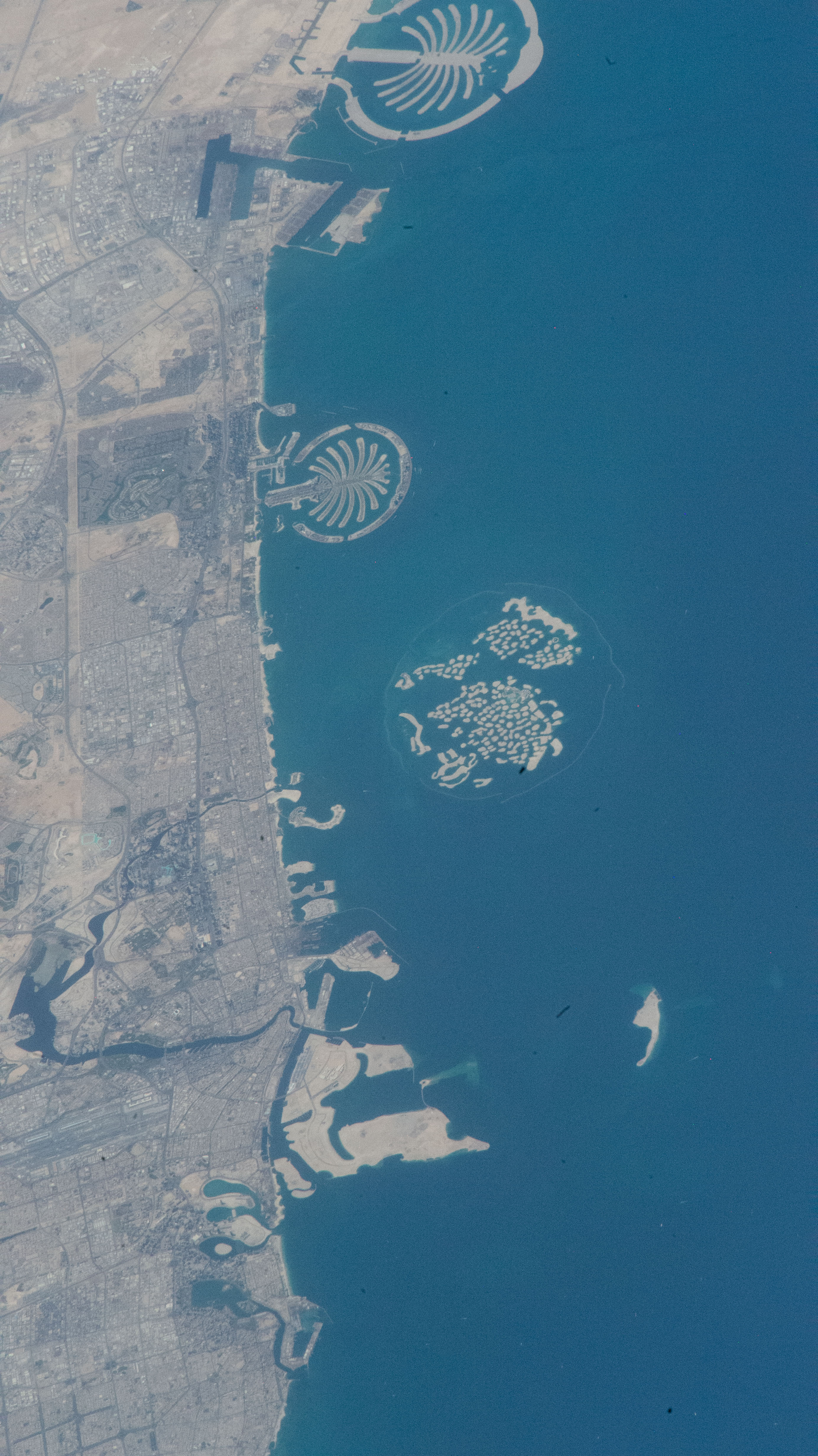
الأرخبيلات الاصطناعية في دبي، الإمارات العربية المتحدة

استصلاح الأرض البحرية، أو الجزر الاصطناعية، هي عملية بشرية تتضمن وضع الحجارة أو الإسمنت في قاع البحر أو المحيط أو النهر من أجل إنشاء مساحة جديدة من الأرض الملائمة للعيش في المحيط. تتضمن هذه العملية إنشاء قاعدة صلبة في قاع البحر ثم البناء عليها باستخدام مواد مثل الطين والرمل والتربة لتكوين جزيرة اصطناعية فوق سطح الماء. لذا فإن هذه العملية تزيد مساحة الأرض القابلة للتطوير، وتدعم إنشاء المباني والبنى التحتية اللازمة للسكن والحياة البشرية، وذلك باستغلال المساحات البحرية غير المستخدمة لأغراض أكثر «نفعًا». تُعد هذه التقنية لاستعمار المحيط هي الأكثر تطورًا في الوقت الحالي من ناحية التخطيط والتنفيذ.

### الأمثلة في الوقت الحاضر

#### نخلة الجميرة
تُعدّ «نخلة الجميرة» الجزيرة الأساسية ضمن ثلاث جزر اصطناعية أُنشئت في دبي، الإمارات. اسم «النخلة» يمثل شكل الجزيرة عند رؤيتها من الجو إذ تشبه شجر النخيل. مشروع استصلاح الأرض البحرية بدأ سنة 2001 وتضمّن نقل 94 مليون متر مكعب من الرمل و5٬5 مليون متر مكعب من الحجارة إلى مياه الخليج العربي قريبًا من الشاطئ، للسماح بإنشاء وتطوير منازل فاخرة على الساحل لأغراض السكن والاستخدام التجاري.

#### مطار كانساي الدولي
يقع المطار في خليج أوساكا، اليابان. أُنشئ سنة 1987 لتقليل الزحام عن مطار أوساكا القريب. اقترح العديد من الخبراء أن تضاريس اليابان الجبلية لا تسمح بالحصول على مساحة كافية من الأرض المسطحة اللازمة لإنشاء مطار، لذا أُنشئت جزيرة اصطناعية في الخليج وربطها بالبر الرئيسي بجسر للوصول من المطار وإليه.

## البنى العائمة
البنى العائمة هائلة الحجم (VLFS) أو المساكن البحرية، هي عوامات بشرية الصنع مصممة لتطفو على سطح المحيط لتسمح ببناء مساكن فوقها. تملك البنى العائمة مساحة سطحية كبيرة وهي مصممة لتكون غير مرتبطة بأي حكومة بل تكوّن مجتمعاتها الخاصة عبر تجمعات من البنى العائمة. هذا النوع من التكنولوجيا ما زال بمرحلته النظرية، لكن العديد من الشركات تملك خططًا ومشاريع استثمار جارية حاليًا.

### تصميمات مقترحة
مؤسسة المساكن البحرية (The Seasteading Institute)
المسكن البحري هو مصطلح يشير إلى الهياكل الدائمة، التي تطفو فوق سطح الماء لتدعم إنشاء مستوطنات بشرية. اقترح هذه الفكرة فريدمان وكراملش، وأسسا «مؤسسة المساكن البحرية» إذ حصلا على خمسمائة ألف دولار من مؤسس بايبال، بيتر ثيل للبدء بتصميم وبناء فكرتهما سنة 2008.

#### مدينة أوشينكس (Oceanix)
اقترحت شركة (BIG) المعمارية تصميمًا لمدينة أوشينكس، التي تتضمن سلسلة من القرى العائمة المتجمعة معًا لتشكّل أرخبيلًا يمكنه احتواء عشرة آلاف نسمة. ابتُكِر التصميم وسيلةً لمواجهة ارتفاع مستوى سطح البحر وزيادة الأعاصير التي تهدد العديد من الجزر والسكان في منطقة بولينيزيا نتيجةً للاحتباس الحراري.

### السفن السياحية
هذه التكنولوجيا ما زالت نظرية، تقوم على مبدأ توظيف سفنٍ هائلة الحجم أكبر بكثير من سفننا الحالية تحوي مناطق قابلة للسكن بوجه دائم على متنها وتضم أحياءً سكنية ورياضية وتجارية وترفيهية.

### تصميمات مقترحة
سفينة الحرية (The Freedom Ship)
صممها المهندس الأميركي نورمان نيكسون، بطول مُقترح يقارب 1219 متر لتكون قادرة على توفير السكن لـ60٬000 شخص و15٬000 عامل في السفينة، بتكلفة قد تصل إلى 10 مليارات دولار أميركي.

## أمثلة حالية

### سفينة العالم (The World Ship)
كُشف عن «سفينة العالم» سنة 2015 بطول يصل لـ 196 مترًا إذ إنها أكبر سفينة سياحية في العالم حاليًا. تُعد هذه السفينة أقرب مثال موجود لتصميم (سفينة الحرية) المفترض. يكلِّف السكن الدائم على متن السفينة ما بين ثلاثة إلى خمسة عشر مليون دولار أميركي للغرفة الواحدة.

### الأبنية المغمورة تحت الماء
هي بنى محكمة الإغلاق، تقع تحت سطح البحر على عمق متوسط، أو تتربع على قاع البحر لتكوّن مدينة تحت الماء قابلة للسكن البشري.
تصميمات مقترحة
(H2ome) هو مشروع يهدف لبناء مساكن في قاع البحر، إلى جانب منتجعات وفنادق فاخرة.
(Ocean Spiral City) هو مشروع ياباني بقيمة 26 مليار دولار أميركي قيد البحث والتصميم يهدف لتوفير السكن لما يقارب 5000 شخص وقد يتحول إلى حقيقة بحلول عام 2030.

## التأثيرات المحتملة للنظرية

### تأثيرات بيئية

#### الاحتباس الحراري
يتوقع العلماء ارتفاع مستوى سطح البحر بمقدار 1-3 أمتار بحلول عام 2100 بسبب الاحتباس الحراري، ما سيؤثر في 90٪ من المدن الساحلية بحلول عام 2050. لهذا يأمل العلماء الداعمون لنظرية استيطان المحيط استخدامها لمواجهة الاحتباس الحراري وتوفير حل للشعوب التي تواجه خطر التغير المناخي.

#### الحماية من الكوارث الطبيعية
وفقًا لمنظمة (Our World On Data) فإن 90٬000 شخص يموتون سنويًا بسبب الطقس المتطرف، الذي يؤدي كذلك إلى الكثير من الخسائر الاقتصادية في مدن عديدة مثل بوسطن وميامي وسان فرانسسكو. ما جعلهم يضعون فكرة استيطان المحيط في الاعتبار، إذ يُعتقد أن هذه التكنولوجيا أقل تأثرًا بالكوارث الطبيعية.

#### الكوارث الطبيعية البحرية
أجرى الخبراء في «مؤسسة المساكن البحرية» بحوثًا تتعلق بجدوى استغلال البيئة المائية للسكن. وفقًا لهم، فإن تكنولوجيا استيطان المحيط قد تتأثر أساسًا بالأمواج المتطرفة والعواصف. أمّا الكوارث الطبيعية المائية الأخرى مثل تسونامي فلها تأثير ضعيف في هذه البنى، عدا رفع مستوى الماء كما أوضح فريدمان.

#### إخلال النظام البيئي المائي
قد يؤدي استصلاح الأراضي البحرية، وفقًا للعلماء، إلى تعرية تربة المحيط، ما يؤثر في الدورة الجيولوجية الطبيعية.
أجرى العلماء أيضًا دراسات عن التأثير البيئي للسفن السياحية، إذ توقعوا أن تكنولوجيا استيطان المحيط ستكون مشابهة لها في التأثير. في الوقت الحالي، هذه السفن تلوث الهواء عبر انبعاث غازات سامة تزيد من حامضية المحيط.

## التأثيرات السياسية والاقتصادية

### التكلفة
يعتقد الخبراء في «مؤسسة المساكن البحرية» أن التكنولوجيا التي يروجون لها ستكون عالية التكلفة، إذ يتوقع فريدمان أنْ يكلّف المشروع بأكمله مئات الملايين من الدولارات، على غرار (Ocean Spiral City) الذي يُحتمل أنْ تبلغ تكلفته 26 مليار دولار أميركي.
يَصفُ الناقدون هذه الخطط بأنها «أفكار نخبوية وغير عملية وواهمة» إضافةً إلى «قلة الأشخاص المنتفعين من هذه المشاريع».

### انعدام الأمن
ينطلق المنتقدون لاستعمار المحيط من مبدأ انعدام وجود حكومة تراقب الوضع أو قوانين تنظم الضرائب، إلى التحذير من انعدام الأمن في هذه المستوطنات. يحذر المنتقدون للنظرية كذلك من تهديدات القرصنة وتأثيرها في الجانب الاقتصادي وقوانين حقوق الإنسان لتلك المستوطنات، إذ لن يملك الأفراد سوى القليل من الحماية في المياه الدولية المفتوحة.
حاليًا، يحاول داعمو استيطان المحيط أن يوفّقوا بين فكرة الحرية التي توفرها المستوطنات البحرية وبين الأمن والحماية التي تفتقر إليها.

### التغيرات في أساليب الحياة
تطوير هذه التكنولوجيا المستقبلية واستخدامها يتطلب إجراء تغييرات في أسلوب حياة الأفراد في المستوطنات البحرية.

### التغيرات الإيجابية
العديد من الفعاليات والاحتياجات اليومية مثل التدفئة والإضاءة ومستلزمات الطهي والماء الساخن، ستبقى نفسها ولن تتغير. سيلزم الأمر تدابير وتصميمات خاصة لتوفير هذه الخدمات، لكنها ستكون متوفرة كما صرّح فريدمان.
سيُستَغل وجود المستوطنات في بيئة مائية من أجل الزراعة في الماء -الزراعة دون تربة- لتعويض المساحة المحدودة على متن المستوطنات. كذلك اقترح المصممون الزراعةَ العمودية.

## التغيرات السلبية
ستكون الحياة على الماء مختلفة عمّا اعتاده البشر من طرق الحياة على اليابسة، مع وجود مساحات خاصة صغيرة والكثير من المساحات والمنشآت المشتركة بين الأفراد. توجد أيضًا مشكلة الصيد المفرط للأحياء القريبة من المستوطنة، وكذلك التساؤل حول كيفية التخلص من النفايات والمخلفات. يعترف داعمو استيطان المحيط بأن المستوطنات البحرية لن تكون أبدًا مكتفية ذاتيًا بالكامل، خاصةً مع توفر محدود للماء العذب لعدم إمكانية حفر الآبار أو الحصول على مصدر للمياه الجارية العذبة.

## التقدم الحالي
سنة 2017 تقدمت «مؤسسة المساكن البحرية» بطلب لبناء أول قرية مائية بحلول عام 2020 في بحيرة في تاهيتي في المحيط الهادئ. صرّح أحد المستثمرين في المشروع، جون كويرك سنة 2018 قائلًا «يمكننا أن نتوقع رؤية أول مسكن بحري متواضع يكفي لـ300 شخص بحلول عام 2022».
أما من الجانب القانوني، فقد مُررت خطط تسمح للدول باستضافة أول المساكن البحرية. إذ أوجبت أن تخضع المساكن والمستوطنات لقوانين الدولة المستضيفة بوصفها «منطقة اقتصادية خاصة» إذ تُمنح الحرية الاقتصادية والحماية للمستوطنات، تدريجيًا فيما يُسمى التدرج الإستراتيجي (strategic incrementalism).
أكملت كل من مؤسسة المساكن البحرية ومنظمة بلو فرونتيرز(Blue Frontiers)  بحلول شهر مايو من عام 2020 تقييماتهم للتأثيرات المحتملة للمشروع وما زالوا ينتظرون أي تحديثات بشأن طلبهم الذي قدموه قبل ثلاث سنوات.